# Clément Turpin
Clément Turpin (Oullins,  1982. május 16. –) francia nemzetközi labdarúgó-játékvezető. Polgári foglalkozása hivatásos játékvezető.

## Pályafutása
A FFF Játékvezető Bizottságának (JB) minősítésével 2006-tól a Championnat National, 2007-től a Ligue 2, majd 2008-tól a Ligue 1 játékvezetője. Küldési gyakorlat szerint rendszeres 4. bírói szolgálatot is végez. Ligue 2 mérkőzéseinek száma: 19 (2007–2015). Ligue 1-es mérkőzéseinek száma: 116 (2008–2015). Vezetett kupadöntők száma: 1.
| Időpont         | Helyszín                | Mérkőzés típusa             | Mérkőzés                         | Eredmény | Nézők száma |
| --------------- | ----------------------- | --------------------------- | -------------------------------- | -------- | ----------- |
| 2011. május 14. | Stade de France, Párizs | Francia labdarúgókupa döntő | Paris Saint-Germain FC–Lille OSC | 0 – 1    | 80 000      |

A Francia labdarúgó-szövetség JB terjesztette fel nemzetközi játékvezetőnek, a Nemzetközi Labdarúgó-szövetség (FIFA) 2010-től -tartja nyilván bírói keretében. A FIFA JB központi nyelvei közül a franciát beszéli. Több nemzetek közötti válogatott (Labdarúgó-világbajnokság, Labdarúgó-Európa-bajnokság), valamint klubmérkőzést vezetett, vagy működő társának 4. bíróként segített. AZ UEFA JB besorolásával 2015-től (legfiatalabb) elit kategóriás bíró. A FIFA JB követelményei alapján a legfiatalabb francia nemzetközi bíró. Az UEFA JB fejlesztési programjának részese, mentora Medina Cantalejo. A francia nemzetközi játékvezetők rangsorában, a világbajnokság-Európa-bajnokság sorrendjében a 21. helyet foglalja el 5 találkozó szolgálatával. Európában a legtöbb válogatott mérkőzést vezetők rangsorában többed magával, 11 (2011. szeptember 2.–2016. június 21.) találkozóval tartják nyilván.
A 2014-es labdarúgó-világbajnokság selejtezőin a FIFA JB játékvezetőként alkalmazta. Selejtező mérkőzéseket az UEFA zónában irányított. 
| Időpont           | Helyszín                 | Mérkőzés típusa                     | Mérkőzés        | Eredmény | Nézők száma |
| ----------------- | ------------------------ | ----------------------------------- | --------------- | -------- | ----------- |
| 2012. október 12. | Zimbru Stadion, Chișinău | (2014 vb) előselejtező (H. csoport) | Moldova–Ukrajna | 0 – 0    | 12 500      |

A 2011-es U19-es labdarúgó-Európa-bajnokságon az UEFA JB bíróként alkalmazta.
| Időpont          | Helyszín                   | Mérkőzés típusa              | Mérkőzés               | Eredmény | Nézők száma |
| ---------------- | -------------------------- | ---------------------------- | ---------------------- | -------- | ----------- |
| 2011. július 20. | Concordia Stadion, Chiajna | csoportmérkőzés (A. csoport) | Románia–Csehország     | 1 – 3    | 3550        |
| 2011. július 26. | Városi Stadion, Buftea     | csoportmérkőzés (B. csoport) | Belgium–Szerbia        | 1 – 1    | 172         |
| 2011. július 29. | Concordia Stadion, Chiajna | egyik elődöntő               | Spanyolország–Írország | 5 – 0    | 2768        |

A 2015-ös U21-es labdarúgó-Európa-bajnokságon az UEFA JB hivatalnokként vette igénybe.
| Időpont          | Helyszín                                    | Mérkőzés típusa              | Mérkőzés              | Eredmény | Nézők száma |
| ---------------- | ------------------------------------------- | ---------------------------- | --------------------- | -------- | ----------- |
| 2015. június 20. | Generali Arena, Prága                       | csoportmérkőzés (A. csoport) | Szerbia–Csehország    | 0 – 4    | 16 253      |
| 2015. június 24. | Miroslava Valenty Stadion, Uherské Hradiště | csoportmérkőzés (B. csoport) | Portugália–Svédország | 1 – 1    | 7263        |

A 2012-es labdarúgó-Európa-bajnokságon és a 2016-os labdarúgó-Európa-bajnokságon UEFA JB játékvezetőként foglalkoztatta.
| Időpont             | Helyszín                               | Mérkőzés típusa                     | Mérkőzés                   | Eredmény | Nézők száma |
| ------------------- | -------------------------------------- | ----------------------------------- | -------------------------- | -------- | ----------- |
| 2011. szeptember 2. | Türk Telekom Arena, Isztambul          | (2012 eb) előselejtező (A. csoport) | Törökország–Kazahsztán     | 2 – 1    | 47 756      |
| 2014. november 14.  | Üllői úti Stadion, Budapest            | (2016 eb) előselejtező (F. csoport) | Magyarország–Finnország    | 1 – 0    | 19 500      |
| 2015. március 29.   | Boris Paichadze Dinamo Arena, Tbiliszi | (2016 eb) előselejtező (D. csoport) | Grúzia–Németország         | 1 – 0    | 54 549      |
| 2015. október 10.   | Asztana Arena, Asztana                 | (2016 eb) előselejtező (A. csoport) | Kazahsztán–Hollandia       | 1 – 2    | 20 716      |
| 2016. június 14.    | Stade Bordeaux-Atlantique, Bordeaux    | csoportmérkőzés (F. csoport)        | Ausztria–Magyarország      | 0 – 2    | 34 424      |
| 2016. június 21.    | Parc des Princes, Párizs               | csoportmérkőzés (C. csoport)        | Észak-Írország–Németország | 0 – 1    | 44 125      |

A 2016. évi nyári olimpiai játékokra a FIFA JB bírói szolgálatra jelölte.
| Időpont             | Helyszín                                    | Mérkőzés típusa              | Mérkőzés         | Eredmény | Nézők száma |
| ------------------- | ------------------------------------------- | ---------------------------- | ---------------- | -------- | ----------- |
| 2016. augusztus 4.  | Arena da Amazônia, Manaus                   | csoportmérkőzés (B. csoport) | Nigéria–Japán    | 5 – 4    | 30 000      |
| 2016. augusztus 10. | Estádio Nacional de Brasília, Brazíliaváros | csoportmérkőzés (C. csoport) | Dél-Korea–Mexikó | 1 – 0    | 19 332      |

Az FFF JB 2016-ban az Év Játékvezetője címet adományozta részére.